# ایست لیک اورینت پارک (فلوریدا)
ایست لیک اورینت پارک (به انگلیسی: East Lake-Orient Park) یک منطقهٔ مسکونی در ایالات متحده آمریکا است که در شهرستان هیلزبرو، فلوریدا واقع شده‌است. ایست لیک اورینت پارک ۴۵٫۰ کیلومتر مربع مساحت و ۲۲٬۷۵۳ نفر جمعیت دارد و ۱۱٫۲۸ متر بالاتر از سطح دریا قرار دارد.